# Luigi Ciotti
(Don Luigi Ciotti, Parla con me, Rai 3, febbraio del 2009)
Don Pio Luigi Ciotti (Pieve di Cadore, 10 settembre 1945) è un presbitero e attivista italiano, ispiratore e fondatore dapprima del Gruppo Abele, come aiuto ai tossicodipendenti e altre varie dipendenze, quindi dell'associazione Libera contro i soprusi delle mafie in tutta Italia e nel mondo.

## Biografia
Pio Luigi Ciotti è nato il 10 settembre 1945 a Pieve di Cadore (Belluno). La famiglia, in cerca di lavoro, si trasferì a Torino nel 1950, dove visse nelle baracche dei cantieri operai per la costruzione del nascente Politecnico di Corso Duca degli Abruzzi, nel quartiere Crocetta. Finite le scuole dell'obbligo, prese poi un diploma da radiotecnico e, nel frattempo, frequentò assiduamente i gruppi parrocchiali della Crocetta. Insieme a loro, nel 1965 fondò un gruppo chiamato Gioventù, con l'obiettivo di aiutare i disadattati e i tossicodipendenti per strada. 

### Il Gruppo Abele
Nella seconda parte degli anni sessanta il gruppo Gioventù si allargò, coinvolgendo anche animatori ed educatori sociali della città e, nel 1971, nacque il mensile Animazione Sociale.
Fra le sue prime attività, un progetto educativo negli istituti di pena minorili e la nascita di alcune comunità per adolescenti alternative al carcere.
L'interesse di Luigi Ciotti per gli ultimi attirò l'attenzione e il sostegno del cardinale torinese Michele Pellegrino, noto per le sue attività pastorali dedicate agli emarginati. Luigi Ciotti entrò in seminario a Rivoli (TO) dove, nel novembre del 1972, venne ordinato prete dallo stesso Pellegrino che, come parrocchia, gli affidò la strada, luogo – specifica – non di insegnamento ma di apprendimento e incontro con le domande e i bisogni più profondi della gente. Proprio sulla strada, nel 1973, il Gruppo inaugurò il “Centro Droga” di Via Verdi, 53, adiacente a Palazzo Nuovo, chiamato il Molo 53, un luogo di accoglienza e ascolto per giovani con problemi di tossicodipendenza. Fu un'esperienza allora unica e pioneristica in Italia, a cui seguì l'apertura di alcune altre comunità di recupero, comprese alcune dello stesso Gruppo di Don Ciotti nei decenni successivi (ad esempio, la Certosa 1515 di Avigliana o l'Oasi di Cavoretto).
Nel 1974, Don Ciotti riuscì ad aprire un centro di ascolto per tossicodipendenti riqualificando un cascinale presso il paese di Murisengo, in provincia di Alessandria, e rinominandolo Cascina Abele, da cui nascerà, da lì a poco, anche il nome dell'associazione onlus "Gruppo Abele".

All'accoglienza delle persone in difficoltà, l'Associazione cominciò ad affiancare l'impegno culturale – con un centro studi, una casa editrice e l'“Università della strada” – e, in senso lato, “politico” – con mobilitazioni come quella che nel 1975 portò alla prima legge italiana non repressiva sull'uso di droghe, la 685 – per costruire diritti e giustizia sociale. A partire dal 1979 il Gruppo si aprì anche alla cooperazione internazionale, con un primo progetto in Vietnam, a cui ne seguiranno altri in Sud America e Costa d'Avorio, quest'ultimo tuttora in corso.
Il Gruppo Abele si allargò negli anni anche ad altre sedi nella stessa città di Torino, come la storica sede editoriale di via Giolitti, 21, oppure le sedi di via Melchiorre Gioia, di via Leoncavallo, fino all'attuale sede in Corso Trapani. Convinto che solo il “noi” possa essere protagonista di un vero cambiamento sociale, nel 1982 don Ciotti contribuì alla nascita del Coordinamento nazionale delle comunità di accoglienza, presiedendolo per dieci anni, e nel 1986 partecipò alla fondazione della Lega italiana per la lotta contro l'AIDS  per la difesa dei diritti delle persone sieropositive, della quale pure sarà presidente.
Attualmente, il Gruppo Abele non si occupa solo di droga, ma sviluppa proposte per affrontare il disagio sociale nel modo più ampio possibile. Dai servizi a bassa soglia alle comunità, dagli spazi di ascolto all'attenzione per le varie forme di dipendenza – nuove droghe, alcool, gioco d'azzardo, “consumi” in senso lato – dall'aiuto alle vittime di tratta e alle donne prostituite – con l'unità di strada, il numero verde, il supporto legale – alle iniziative per l'integrazione delle persone migranti, come l'“educativa di strada” per gli adolescenti stranieri. E ancora attività di ricerca, una biblioteca, riviste tematiche, e percorsi educativi rivolti a giovani, operatori sociali e famiglie; come pure l'attività di mediazione dei conflitti e sostegno alle vittime di reato. Infine, un consorzio di cooperative sociali per dare lavoro a persone con percorsi difficili, eredità delle botteghe e dei laboratori professionali aperti già negli anni settanta.

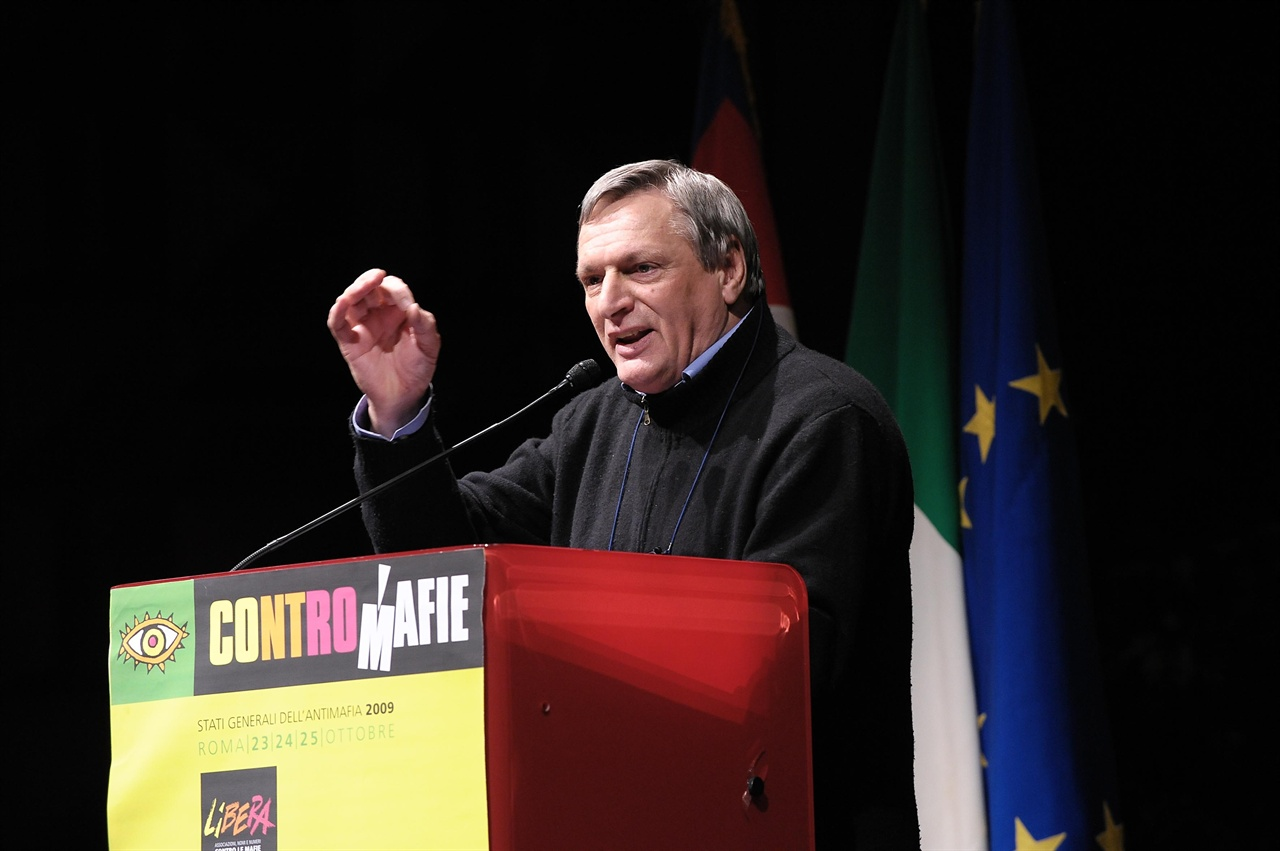
Don Ciotti nel 2009

### L'associazione "Libera"
Negli anni novanta, l'impegno di don Ciotti si allargò al contrasto alla criminalità organizzata. Dopo le stragi di Capaci e via d’Amelio dell'estate del 1992, fondò il mensile Narcomafie nel 1993 – di cui sarà a lungo direttore e, nel 1995, il coordinamento di Libera. Associazioni, nomi e numeri contro le mafie, oggi punto di riferimento per oltre 1 600 organizzazioni nazionali e internazionali (fra cui diverse sigle del mondo dell'associazionismo, della scuola, della cooperazione e del sindacato). Nel 1996 Libera promosse la raccolta di oltre un milione di firme per l'approvazione della legge sull'uso sociale dei beni confiscati, e nel 2010 una seconda grande campagna nazionale contro la corruzione. Nel 2020 il mensile Narcomafie è stato rifondato nel bimestrale Lavialibera.
Obiettivo di Libera fu - ed è tuttora - quello di alimentare quel cambiamento etico, sociale e culturale necessario per spezzare alla radice i fenomeni mafiosi e ogni forma d'ingiustizia, illegalità e malaffare. A questo servono i percorsi educativi in collaborazione con 4 500 scuole e numerose facoltà universitarie; le cooperative sociali sui beni confiscati con i loro prodotti dal gusto di legalità e responsabilità; il sostegno concreto ai familiari delle vittime e la mobilitazione annuale del 21 marzo dal titolo "Giornata della memoria e dell'impegno"; l'investimento sulla ricerca e l'informazione, attraverso l'Osservatorio "LiberaInformazione"; l'attenzione alla dimensione internazionale, con la rete di Flare – freedom, legality and rights in Europe.
Nel gennaio 2013 le associazioni presiedute da don Ciotti (Libera e Gruppo Abele, appunto) avviarono la campagna online di "Riparte il futuro", che ha permesso la modifica dell'articolo 416 ter del codice penale in tema di voto di scambio politico-mafioso il 16 aprile 2014. Il 9 dicembre presenta nella Sala del Parlamento europeo la piattaforma "Restarting the Future" per il contrasto alla corruzione, proponendo una direttiva a tutela del whistleblowing, l'istituzione di una Procura europea e del 21 marzo come data europea per i familiari delle vittime innocenti di tutte le mafie.
Dopo aver presenziato con Papa Francesco alla Giornata della memoria e dell’impegno per ricordare le vittime innocenti di tutte le mafie nel 2014, il 21 marzo 2015 partecipa alla XX Giornata della memoria di Bologna affermando che «la corruzione e le mafie sono due facce della stessa medaglia», in sintonia con il Santo Padre che era in visita al quartiere di Scampia, a Napoli.
Nel settembre del 2024, durante un'intervista per il New Yorker, don Ciotti ha dichiarato di aver supervisionato per decenni, insieme a Vincenza Rando, un'operazione segreta per aiutare donne fuggite da famiglie o attività criminali a ricostruire la propria vita in altri luoghi.

## Riconoscimenti e collaborazioni

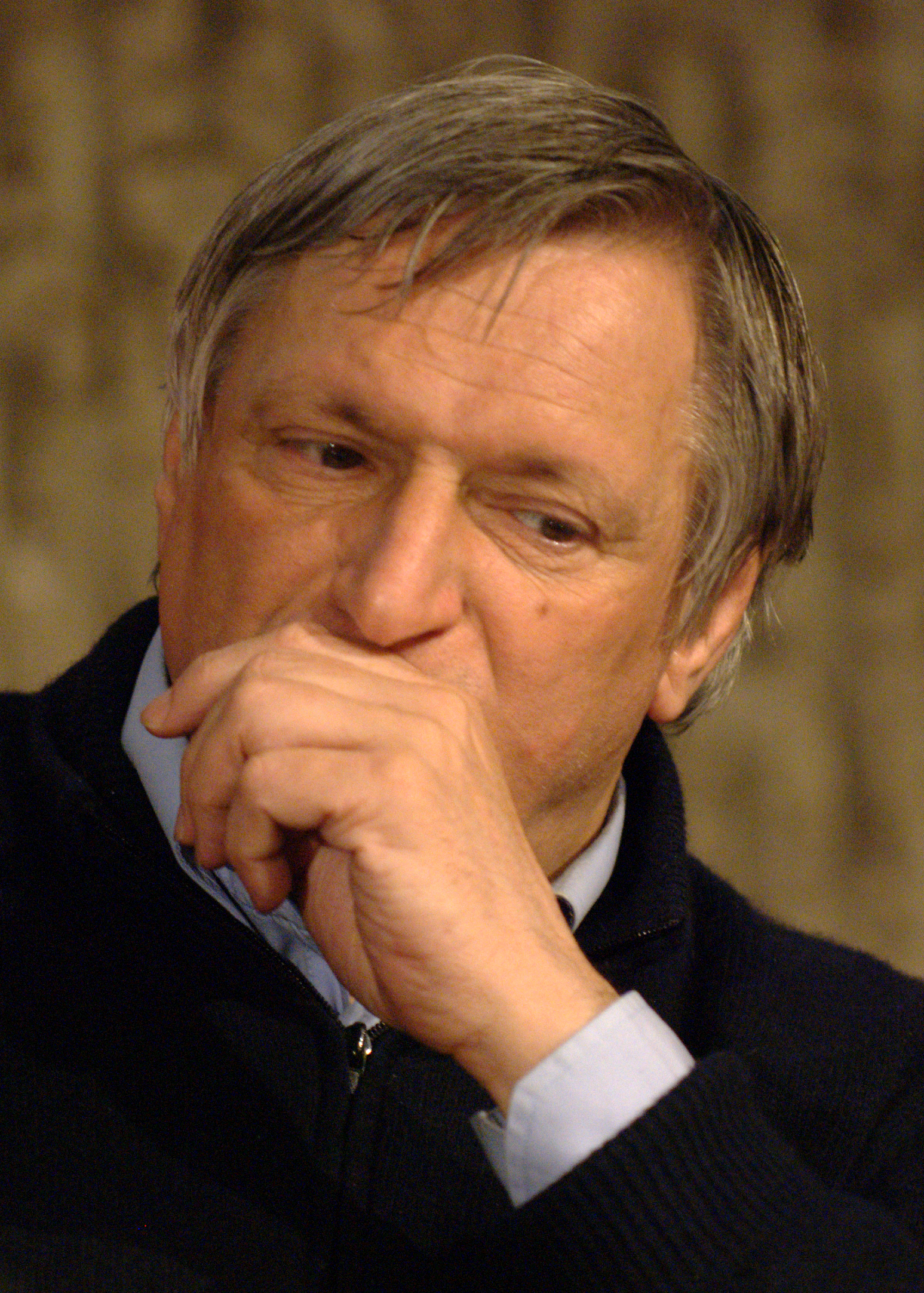
Don Ciotti nel 2011 a Trento

Don Ciotti è stato più volte membro del Consiglio presbiterale e del Consiglio pastorale della Diocesi di Torino.
Nei primi anni del 1980 è docente presso la Scuola superiore di polizia del ministero dell'Interno.
Giornalista pubblicista dal 1988, collabora con vari quotidiani e periodici.
Nel marzo 1991 è nominato Garante alla Conferenza mondiale sull'AIDS di Firenze, e nel marzo 1995 presiede la IV Conferenza mondiale sulle politiche di riduzione del danno in materia di droga.
Negli anni è invitato a tenere conferenze sul tema delle dipendenze in vari Paesi (Gran Bretagna, USA, Giappone, Svizzera, Spagna, Grecia, ex Jugoslavia). In tempi più recenti, è chiamato a parlare due volte in Messico, la prima dalla Commissione sociale della Chiesa, la seconda dalla Conferenza episcopale.
Il 1º luglio 1998 riceve a Bologna la laurea honoris causa in Scienze dell'Educazione, su proposta del consiglio della facoltà di Scienze della Formazione.
Il 15 giugno 2006 riceve dall'Università degli Studi di Foggia la laurea honoris causa in Giurisprudenza.
Il 7 dicembre 2008 accende a Gubbio l'Albero di Natale più Grande del Mondo.
Nel 2009 ha ricevuto il Premio speciale della Giuria Archivio Disarmo "Colombe d'Oro per la Pace"
Nel 2012 ha ricevuto il Premio Nazionale Nonviolenza conferito dall'Associazione Cultura della Pace «per la sua indefessa opera nei confronti dei più emarginati, degli ultimi della società, per il recupero degli esclusi e per il lavoro di coscientizzazione della società nei confronti del fenomeno mafioso e dei suoi meccanismi, che portano alla costruzione di modalità conniventi e conservative di equilibri non trasparenti, rendendo le comunità civili e sociali, assuefatte alla mancanza di una cultura di legalità, democratica, solidale e pacifica. Seguendo l'esempio di Danilo Dolci, ha realizzato e aiutato a realizzare, attraverso metodologie nonviolente, azioni atte al riscatto sociale ed al raggiungimento della piena emancipazione politica, culturale ed economica».
Il 4 dicembre 2014 riceve dall'università degli studi di Milano la laurea honoris causa in scienze delle comunicazioni.
Nel 2014 riceve il Premio Passaggi, assegnato da Passaggi Festival a personalità che si sono distinte per l'attività di saggistica o per la loro figura morale.
Dal 2014 al 2015 è stato tra i quattro preti di strada che si sono occupati su Rai Uno del commento del Vangelo nel programma A Sua immagine, insieme a don Vinicio Albanesi, fondatore della Comunità di Capodarco, don Maurizio Patriciello parroco delle denunce Terra dei fuochi, don Gino Rigoldi cappellano del carcere minorile Beccaria di Milano.
Il 23 novembre 2018 riceve dall'Università degli Studi di Parma la Laurea Magistrale Honoris Causa in Psicologia dell'Intervento Clinico e Sociale.
Il 24 maggio 2019 riceve dall'Università di Pisa la Laurea Magistrale Honoris Causa in Sociologia e Management del Servizio Sociale.
È inoltre cittadino onorario di numerose città in tutta Italia: il 9 settembre 2023 riceve la cittadinanza onoraria del Comune di Isola d'Asti.

## Opere
I libri realizzati da lui sono in tutto 17 dal 1983 al 2014
- Genitori, figli & drogate, con Gabriella Vaccaro, Torino, Edizioni Gruppo Abele, 1983. ISBN 88-7670-005-6.
- Chi ha paura delle mele marce? Giovani, droghe, emarginazione..., Torino, SEI, 1992. ISBN 88-05-02237-3; 2003. ISBN 88-05-05890-4.
- Persone, non problemi. L'utopia concreta della strada, Torino, Edizioni Gruppo Abele, 1994. ISBN 88-7670-195-8.
- Disagio sociale e nuove povertà, Pavia, Edizioni CdG, 1994. ISBN 88-8396-029-7.
- Terra e cielo. Le strade del Vangelo, Milano, Mondadori, 1998. ISBN 88-04-44304-9.
- Una chiesa dei poveri o una chiesa povera?, Torino, Edizioni Gruppo Abele, 1999. ISBN 88-7670-370-5.
- Dialogo su pedagogia, etica e partecipazione politica, con Frei Betto, Torino, Edizioni Gruppo Abele, 2004. ISBN 88-7670-536-8.
- Dialogo sulla legalità, con Nichi Vendola, San Cesario di Lecce, Manni, 2005. ISBN 88-8176-699-X.
- Etica e politica, Torino, Edizioni Gruppo Abele, 2006. ISBN 88-7670-571-6.
- I cristiani e il valore della politica, Torino, Edizioni Gruppo Abele, 2006. ISBN 88-7670-572-4.
- Un'Italia non romanzata, prefazione a Lauro Venturi, Romanzo reale. Storia di crisi finanziarie e di lavoro, di amore e di dolore, di onesti e di disonesti, Roma, ESTE, 2010. ISBN 978-88-904249-6-0.
- La speranza non è in vendita, Torino-Firenze, Gruppo Abele-Giunti, 2011. ISBN 978-88-09-77345-5.
- Il “Noi” che desidera e realizza il cambiamento, introduzione a Dal bene confiscato al bene comune, Roma, Ecra, 2012. ISBN 978-88-6558-064-6.
- Beati quelli che hanno fame e sete della giustizia, perché saranno saziati, con Salvatore Natoli, Torino, Lindau, 2013. ISBN 978-88-6708-096-0.
- Cambiare noi, con Antonio Mazzi e Antonio Sciortino, Cinisello Balsamo, San Paolo, 2013. ISBN 978-88-215-7890-8.
- Prefazione a Angelo Petrosino Valentina in Parlamento, Edizioni Piemme, 2014
- L'amore non basta" Firenze, Giunti Editore, 2020